# T.Tennis
T.Tennis（ティー・テニス）は、学習研究社が発行していたテニス専門誌である。通称「ティーティー」。
1982年創刊。毎月5日発売。
テニスの実践方法についてプロ選手による詳しい解説が掲載されていた。
2010年10月5日発売の2010年11月号で休刊。